# Andrew Sachs
Andrew Sachs, właśc. Andreas Siegfried Sachs (ur. 7 kwietnia 1930 w Berlinie, zm. 23 listopada 2016 w Londynie) – brytyjski aktor niemieckiego pochodzenia. Znany przede wszystkim z roli Manuela w serialu Hotel Zacisze.

## Wybrana filmografia
Filmy:
- Hitler – ostatnie 10 dni (1973) jako Walter Wagner
- Zmora (1974) jako Barry Nichols
- Zemsta Różowej Pantery (1978) jako ex-detektyw Herkules Poirot
- Historia świata: Część I (1981) jako Gerard
- Czekoladowy sekret (1988) jako Jason
- Wielka bitwa Asteriksa (1989) jako Cluzco (głos, brytyjski dubbing)
- Nigdzie w Afryce (2001) jako pan Rubens
- Piekło pocztowe (2010) jako Tolliver Groat
- Kwartet (2012) jako Bobby Swanson

Seriale TV:
- Święty (1962-69) jako Jacques (gościnnie, 1962)
- Randall i duch Hopkirka (1969-70) jako komentator (gościnnie, 1970)
- Are You Being Served? (1972-85) jako Don Carlos Bernardo
- Hotel Zacisze (1975 i 1979) jako Manuel
- Milczący świadek (od 1996) jako Josef Horowitz (gościnnie, 2000)
- Szpital Holby City (od 1999) jako Joseph Wolpert (gościnnie, 2005)
- Coronation Street (od 1960) jako Ramsay Clegg (gościnnie w 27 odcinkach z 2009)